# Nero Wolfe
Nero Wolfe ist seit 1933 eine Romanfigur von Rex Stout. Er ist ein New Yorker Privatdetektiv. Geschrieben sind die Nero-Wolfe-Erzählungen immer aus der Sicht von Wolfes Assistenten Archie Goodwin als Ich-Erzähler. Nach dem Romanprotagonisten ist seit 1979 ein Literaturpreis für Kriminalliteratur benannt, der Nero Wolfe Award.
Nach Rex Stouts Tod wurden weitere Romane von Robert Goldsborough geschrieben.

## Nero Wolfes Detektei
Nero Wolfe ist mit 140 kg (oder 125 in einigen Werken) ein übergewichtiger Privatdetektiv montenegrinischer Herkunft, der in einem großzügigen Stadthaus mit der für New York typischen Brownstone-Fassade in der 35. Straße residiert. Er ist auf Mordfälle spezialisiert, die er gegen gigantische Honorare vorwiegend vom Schreibtisch aus löst. Er verlässt fast nie sein Haus und pflegt seinen Kontakt mit der Außenwelt durch seinen Mitarbeiter Archie Goodwin. Dieser hat sich an die exzentrische Lebensführung (strikte Arbeitszeiten, keine geschäftlichen Gespräche während des Essens, Frauenhasser usw.) seines Chefs gewöhnt. Beruflich kommt Wolfe dem New Yorker Morddezernat, im Besonderen Inspektor Cramer und Sergeant Purley Stebbins, in die Quere. Seine Leidenschaft sind seine Orchideenzucht, gutes Essen, Literatur und Bier. Frauen kann Nero Wolfe nicht ausstehen, besonders wenn sie in seinem Büro in hysterische Anfälle ausbrechen. Trotzdem hat er laufend weibliche Klienten.

“Compose yourself, Archie. Why taunt me? Why upbraid me? I am merely a genius, not a god.”

„Nehmen Sie sich zusammen, Archie. Warum verspotten Sie mich? Warum machen Sie mir Vorwürfe? Ich bin bloß ein Genie, kein Gott!“

Bei Wolfe wohnen Archie Goodwin, sein Sekretär, Buchhalter, Laufbursche und Hofnarr und Fritz Brenner, ein Schweizer Koch, der für exquisite Mahlzeiten sorgt, sofern Wolfe nicht im Restaurant "Rusterman's" speist. Im Haus tätig ist der alte Gärtner Theodore Horstman, der für das Wohl der Orchideen zuständig ist. Dieser wohnt allerdings nicht im Hause.
Zu Nero Wolfes freien Mitarbeitern zählen die Privatdetektive Saul Panzer, Fred Durkin, Orrie Cather und Johnny Keems. In mehreren Fällen beschäftigt er zusätzlich die Privatdetektivin Theodolinda (Dol) Bonner und deren Assistentin Sally Colt. Saul Panzer ist der beste von allen, und Archie Goodwin wird gelegentlich dadurch brüskiert, dass Nero Wolfe Saul Panzer einen interessanten Auftrag erteilt und ihn selbst mit Routineangelegenheiten abspeist.
In P.H. antwortet nicht wird der Mitarbeiter Johnny Keems bei seinen Recherchen umgebracht. Orrie Cather gerät in Leiche im besten Verhältnis in eine Bredouille.

### Weitere Figuren
Obwohl Nero Wolfe alle juristischen Spitzfindigkeiten kennt und ausnützt, greift er auf den Rechtsanwalt Nathaniel Parker zurück, wenn ein offizieller Rechtsvertreter tätig werden muss.
Wenn Nero Wolfe mit der New Yorker Mordkommission zu tun hat, sieht das in der Regel so aus, dass Inspektor Cramer sich bei Wolfe einfindet, und in dem roten Ledersessel seines Büros ein Streitgespräch führt. Dabei hat er dann regelmäßig eine Zigarre im Mund, die er aber nicht raucht, sondern auf der er nur herumkaut.
Archie Goodwin hingegen wird regelmäßig von der Polizei vorgeladen oder als wichtiger Zeuge oder Verdächtiger verhaftet. Archie Goodwins Gegenpart in der aktiven Ermittlung ist gewöhnlich Sergeant Purley Stebbins.
Zeitweise tritt bei der Mordkommission auch Lieutenant George Rowcliffe auf. Im Gegensatz zur Cramer und Stebbins, die mit Wolfe zwar oft im Streit liegen, seine Fähigkeiten aber anerkennen, hasst Lt. Rowcliffe sowohl Wolfe als auch Archie Goodwin und bemüht sich in mehreren Fällen, beide ins Gefängnis zu bekommen. Rowcliffe bedient in Stouts Romanen das Klischee des dummen, primitiven Polizisten.
Typisch für fast alle Fälle von Nero Wolfe ist die Auflösung der Fälle in Form einer inszenierten Zusammenkunft aller Verdächtigen und Kriminalbeamten in Wolfes Büro, bei der der Täter in Form eines langen Schlussplädoyers entlarvt wird. Eine einfache Anzeige bei der Polizei würde dem (honorarträchtigen) Nimbus des genialen Nero Wolfe zuwiderlaufen.
Archie Goodwins Dauerfreundin Lily Rowan, eine reiche Erbin, tritt erstmals in Der rote Bulle auf. In den meisten späteren Romanen kommt sie als Nebenfigur vor.
Das noble Restaurant Rusterman's wird von Wolfes Landsmann und Freund Marko Vukcic geführt. William S. Barring-Gould behauptet, Marco sei  Wolfes Bruder. Dies ist aber unter Wolfe-Fans höchst umstritten. Nach Vukcics Ermordung in Nero Wolfe in Montenegro verwaltet Wolfe Rusterman's zunächst als Treuhänder.
Lon Cohen ist Redakteur (später Chefredakteur) bei der Tageszeitung Gazette. Er ist ein Freund Archie Goodwins, spielt mit ihm einmal wöchentlich Poker und tauscht mit ihm Informationen aus, die Wolfe bei seinen Nachforschungen weiterhelfen und Lon im Gegenzug zu Exklusivberichten verhelfen.
In drei Romanen bekommt es Nero Wolfe mit dem Verbrecherboss Arnold Zeck zu tun, der sich punktuell  durch Nero Wolfes Nachforschungen gestört fühlt. In Das zweite Geständnis zerschießt er Wolfes Gewächshaus, nachdem sich dieser über seine Drohungen hinwegsetzte, ersetzt ihm aber später wieder den Schaden. In Sogar in den besten Familien wird Zeck durch Wolfe und Goodwin zur Strecke gebracht.
Ein weiteres Merkmal der Reihe ist die Tatsache, dass die Protagonisten nicht älter werden (Der erste Wolfe-Roman erschien 1934, der letzte 1974), obwohl die Umgebung, also meist New York City, immer dem Zeitpunkt der Entstehung angepasst wird.
Und dann sind da noch…
- Lewis Hewitt, ein befreundeter Millionär und ebenfalls Orchideenzüchter, der in mehreren Nero-Wolfe-Romanen auftritt bzw. erwähnt wird.
- Avery Ballou, ein Bankier, der in Leiche in besten Verhältnissen in eine peinliche Situation gekommen ist, und der in Die Sünden der Väter Nero Wolfe wichtige Hinweise geben kann.
- Jill Hardy, Stewardess, ist Orrie Cathers spätere Ehefrau.

## Das Werk
In den Geschichten ist sehr oft vom Essen die Rede, denn Stout ist ebenfalls besessen vom Einkaufen und der Auswahl der Zutaten und vom Zubereiten der Mahlzeiten.
Stouts Stärke sind seine amüsanten und geistreichen Dialoge und die juristischen Winkelzüge von Wolfe. Die Verdächtigen bekommen immer ein wenig psychologisches Profil und wirken dadurch lebensecht. Als Schwäche gilt vielen die Entwicklung der Handlung, die sich gelegentlich in langatmige Details wie Routinebefragungen oder erfolglose Ermittlungen (z. B. in Nero Wolfe in Montenegro) verliert sowie die Mordmotive, die oft gar nicht erläutert werden (z. B. in der Lanzenschlange) oder sehr unglaubwürdig sind.
In Treffpunkt Sackgasse wird z. B. ein ehrbarer Bürger bloß deswegen zum Mörder, weil jemand falsche Gerüchte in die Welt setzte, in Gambit tötet ein angesehener Bürger kaltblütig einen Fremden, um den Ehemann einer Frau hinter Gitter zu bringen, die er verehrt, die jedoch seine Gefühle gar nicht erwidert. Anschließend begeht er einen weiteren Mord, damit ihn das Opfer bei seiner Angebeteten nicht in Verdacht bringen kann!

## Bibliographie
Die Romane in deutscher Übersetzung sind derzeit fast ausschließlich antiquarisch erhältlich. Seit 2017 erscheinen etwa halbjährlich Ebücher.

### Nero-Wolfe-Romane von Rex Stout (chronologisch)
- Die Lanzenschlange (Fer-de-Lance, 1934, a. Point of Death, a. Meet Nero Wolfe) – der erste Nero-Wolfe-Roman
- Die Liga der furchtsamen Männer (The League of Frightened Men, 1935)
- Die Gummibande (The Rubber Band, 1936, a. To Kill Again)
- Die rote Schatulle (The Red Box, 1937, a. Case of the Red Box)
- Zu viele Köche (Too Many Cooks, 1938)
- Der rote Bulle (Some Buried Caesar, 1939, a. The Red Bull) – Archie Goodwin macht die Bekanntschaft mit Lily Rowan
- Nur über meine Leiche (Over My Dead Body, 1940) – Nero Wolfes Adoptivtochter kommt aus Europa
- Kennzeichen Wilde Rose (Where There's a Will, 1940)
- Mord im Waldorf-Astoria (The Silent Speaker, 1946)
- Zu viele Frauen (Too Many Women, 1947)
- Aufruhr im Studio (And Be a Villain, 1948, a. More Deaths Than One) – Arnold Zeck zum Ersten
- Das zweite Geständnis (The Second Confession, 1949) – Arnold Zeck zum Zweiten
- Sogar in den besten Familien (In the Best Families, 1950, a. Even in the Best Families) – Arnold Zeck zum Dritten
- Orchideen für sechzehn Mädchen (Murder by the Book, 1951)
- Gast im dritten Stock (Prisoner's Base, 1952; Out Goes She (GB) 1953)
- Die goldenen Spinnen (The Golden Spiders, 1953)
- Nero Wolfe in Montenegro (The Black Mountain, 1954) – Wolfes Adoptivtochter und bester Freund sterben
- Vor Mitternacht (Before Midnight, 1955)
- P.H. antwortet nicht (Might as Well Be Dead, 1956) – Johnny Keems wird ermordet
- Der Schein trügt (If Death Ever Slept, 1957)
- Die Champagner-Party (Champagne for One, 1958)
- Das Plagiat (Plot It Yourself, 1959, a. Murder in Style)
- Zu viele Klienten (Too Many Clients, 1960)
- Erstens kommt es anders... (The Final Deduction, 1961)
- Gambit (Gambit, 1962)
- Das große Fragezeichen (The Mother Hunt, 1963)
- Wenn Licht ins Dunkel fällt (A Right to Die, 1964)
- Per Adresse Mörder X (The Doorbell Rang, 1965) - Deutsche Neuübersetzung 2017: Es klingelte an der Tür
- Leiche in bestem Verhältnis (Death of a Doxy, 1966)
- Die Sünden der Väter (The Father Hunt, 1968)
- Blutige Blaubeeren (Death of a Dude, 1969)
- Jedermanns Bombe (Please Pass the Guilt, 1973)
- Tödliche Zigarren (A Family Affair, 1975) – Orrie Cather stirbt

### Nero-Wolfe-Romane von Robert Goldsborough
- Mord in E-Moll -Goldmann- / Allegro mordioso -Scherz/Fischer-  (Murder in E-Minor, 1986)
- Per Annonce: Mord -Goldmann- / Ein knappes Rennen für Nero Wolfe -Scherz/Fischer- (Death on Deadline, 1987)
- Blutiger Efeu -Goldmann- (The Bloodied Ivy, 1988)
- Nero Wolfe und der unfeine Gentleman -Scherz/Fischer- (The last Coincidence, 1989)
- Nero Wolfe: Werben heißt sterben -Scherz/Fischer- (Fade to Black, 1990)
- (Silver Spire, 1992)
- (The Missing Chapter, 1994)
- (Archie Meets Nero Wolfe, 2012) - Prequel zur Serie
- (Murder in the Ball Park, 2014)
- (Archie in the Crosshairs, 2015)
- (Stop the Presses!, 2016)
- (Murder, Stage Left, 2017)
- (The Battered Badge, 2018)
- (Death of an Art Collector, 2019)
- (Archie Goes Home, 2020)
- (Trouble at the Brownstone, 2021)
- (The Missing Heiress, 2023)

### Kurzgeschichten (Sammelbände)
Nicht alle englischen Sammelbände wurden übernommen, es existieren zahlreiche andere Zusammenstellungen und Einzelveröffentlichungen.
- Black Orchids, 1942 (2 Geschichten, dt.: Schwarze Orchideen)
- Not Quite Dead Enough, 1944 (2 Geschichten, dt.: Die explosive Ananas)
- Trouble in Triplicate, 1949 (3 Geschichten)
- Three Doors to Death, 1950 (3 Geschichten)
- Curtains for Three, 1951 (3 Geschichten)
- Triple Jeopardy, 1952 (3 Geschichten)
- Three Men Out, 1954 (3 Geschichten, dt.: Die sprechenden Bleistifte / Abendmahl mit Nero Wolfe)
- Three Witnesses, 1956 (3 Geschichten)
- Three for the Chair, 1957 (3 Geschichten)
- And Four to Go, 1958, a. Crime and Again (GB) (4 Geschichten)
- Three at Wolfe's Door, 1960 (3 Geschichten, dt.: Gift à la Carte)
- Homicide Trinity, 1962 (3 Geschichten)
- Trio for Blunt Instruments, 1964 (3 Geschichten, dt.: Morde jetzt - zahle später)
- Corsage: A Bouquet of Rex Stout and Nero Wolfe, 1977 (1 Geschichte: Bitter End, 1940, und Artikel von und über Rex Stout)
- Death Times Three, 1985 (3 Geschichten, die nicht zum eigentlichen Nero-Wolfe-Kanon gehören, weil es sich um Alternativfassungen handelt, und die deshalb auch nicht in anderen Sammelbänden auftauchen: Bitter End, 1940, ist eine Umarbeitung des Tecumseh-Fox-Romans Bad for Business, 1940 / Assault on a Brownstone ist die ursprüngliche Fassung von counterfeiter's Knife, 1961 / Frame-Up for Murder, 1958, ist eine Erweiterung von Murder Is No Joke, 1957)

## Filme und Fernsehserien mit Nero Wolfe
- 1936: Meet Nero Wolfe (nach dem Roman Fer-de-Lance) von Herbert J. Biberman mit Edward Arnold als Nero Wolfe und Lionel Stander als Archie Goodwin
- 1937: The League of Frightened Men von Alfred E. Green mit Walter Connolly als Nero Wolfe und Lionel Stander als Archie Goodwin
- 1960: Zu viele Köche Fünfteiliger Fernsehkrimi, BRD 1960 Heinz Klevenow als Nero Wolfe und Joachim Fuchsberger als Archie Goodwin. Krimi in der Machart der Francis-Durbridge-Krimis
- 1969: Nero Wolfe Fernsehserie, 10 Folgen mit Tino Buazzelli als Nero Wolfe und Paolo Ferrari als Archie Goodwin (ital.)
- 1981: Nero Wolfe Fernsehserie, 14 Folgen mit William Conrad als Nero Wolfe, Lee Horsley als Archie Goodwin und George Voskovec als Fritz Brenner
- 2001: Nero Wolfe Fernsehserie, 29 Folgen mit Maury Chaykin als Nero Wolfe und Timothy Hutton als Archie Goodwin

## Weiterführende Literatur zu Nero Wolfe
- O. E. McBride: A Guide Through Nero Wolfe's World. Universe, 2003
- William S. Baring-Gould: Nero Wolfe of West Thirty-Fifth Street. 1969, dt. als Nero Wolfe - 35th Street West, New York City, Ullstein 1972 (ISBN 3-548-02861-6)